# Ритола, Вилле
Ви́льё (Ви́лле) Э́йно Ри́тола (фин. Viljo (Ville) Eino Ritola; 18 января 1896 — 24 апреля 1982) — финский легкоатлет, пятикратный олимпийский чемпион в беге на длинные дистанции, обладатель трёх серебряных олимпийских наград. Вилле Ритола был известен как один из обладателей прозвища «Летающий Финн». Также его называли «Перясейняйокским волком», так как он родился в финской местности Перясейняйоки.

## Биография
В возрасте 17 лет Вилле Ритола эмигрировал в США, где уже проживали семеро его братьев и сестёр. Там он вступил в Финско-американский атлетический клуб, в котором тренировался вместе с олимпийским чемпионом Ханнесом Колехмайненом, прибывшим в Америку после побед на Олимпийских играх 1912 года. Колехмайнен пытался уговорить молодого Ритолу занять место в финской сборной на Олимпийских играх 1920 года, но тот ответил, что пока не готов.
Впервые Ритола принял участие на Олимпийских играх в 1924 году в Париже, где выиграл четыре золотых и две серебряные медали. В своём первом забеге, на 10 000 метров, при отсутствии соотечественника Пааво Нурми он выиграл с мировым рекордом, обогнав соперников на полкруга (уже через месяц после Олимпиады Нурми отобрал мировой рекорд у Ритолы). Через три дня в беге на 3000 метров с препятствиями он опередил ближайшего преследователя на 75 метров. На следующий день он финишировал вторым после Нурми в беге на 5000 метров. Другую серебряную медаль он завоевал в индивидуальном кроссе, снова уступив Нурми; и с ним же (а также Хейкки Лийматайненом) добыл золото для сборной в командном кроссе. И, наконец, ещё одно золото было завоёвано в командном забеге на 3000 метров.
На Олимпийских играх 1928 года 32-летний Ритола занял второе место в забеге на 10 000 метров, уступив Нурми. Но в забеге на 5000 метров ему удалось обогнать Нурми на 12 метров и выиграть золото. После этих Игр он решает покинуть спорт.
Ритола никогда не участвовал в национальных чемпионатах Финляндии, зато был неоднократным чемпионом на соревнованиях 1922—1927 годов в США.
Ритола вернулся на родину в 1971 году. В возрасте 86 лет он умер в Хельсинки.

## Влияние
В разговорном финском языке иногда используется фраза Ottaa ritolat (рус. растянуть Ритолу), что означает «быстро уйти откуда-либо / уйти в отрыв».